# ONE PIECE 魯夫特別篇〜手掌島的冒險〜
《ONE PIECE 魯夫特別篇〜手掌島的冒險〜》（日语：ONE PIECE エピソードオブルフィ 〜ハンドアイランドの冒険〜）是電視動畫《ONE PIECE》的特別節目，於2012年12月15日在日本播出。

## 製作
該2小時特別節目為紀念電影《ONE PIECE FILM Z》上映而製作，在上映日於電視台同日播出。為「週六PREMIUM」時段播出的《ONE PIECE》電視特別篇第二彈。
至於本作魯夫與傑克的回憶為重新繪製的版本，在劇情上與原作有一定區別。
發售的BD/DVD光碟版將於2013年3月22日於日本地區發行。

## 劇情簡介
千陽號為了躲避海軍軍艦，不小心降落在一個叫做手掌島的小島上。這個島上聚集了很多手藝精湛的各種工匠，製造出很多精緻的工藝品。可是自從海軍准將比力奇來接管附近的海軍基地之後，和平的小島就整個變了樣。年輕的工匠們都被叫去海軍基地製造大砲武器，小島還得隨時遭受大砲的攻擊。魯夫認識了島上的蠟雕工匠迪亞哥，他把自己做的海盜蠟像秀給魯夫看，魯夫再次見到了紅髮傑克和過去見過的偉大海賊們。

## 登場人物

### 原作人物
| 角色名稱               | 配音員                 | 配音員                        |
| 角色名稱               | 日本                   | 台灣                          |
| 主要角色「草帽海賊團」 | 主要角色「草帽海賊團」 | 主要角色「草帽海賊團」        |
| ---------------------- | ---------------------- | ----------------------------- |
| 蒙其·D·魯夫            | 田中真弓               | 詹雅菁                        |
| 羅羅亞·索隆            | 中井和哉               | 宋克軍                        |
| 娜美                   | 岡村明美               | 許淑嬪                        |
| 騙人布                 | 山口勝平               | 符爽                          |
| 賓什莫克·香吉士        | 平田廣明               | 孫中台                        |
| 多尼多尼·喬巴          | 大谷育江               | 詹雅菁                        |
| 妮可·羅賓              | 山口由里子             | 許淑嬪                        |
| 佛朗基                 | 矢尾一樹               | 符爽                          |
| 布魯克                 | 長                     | 宋克軍                        |
| 海軍本部               |                        |                               |
| 克比                   | 土井美加               | 宋克軍（現在） 劉如蘋（回憶） |
| 貝魯梅柏               | 永野廣一               | 符爽                          |
| 紅髪海賊團             |                        |                               |
| 傑克                   | 池田秀一               | 宋克軍                        |
| 斑·貝克曼              | 田原阿爾諾             | 孫中台                        |
| 拉奇·魯                | 土門仁                 | 符爽                          |
| 耶穌布                 | 小林通孝               | 陳彥鈞                        |
| 佛夏村                 |                        |                               |
| 瑪姬                   | 大本眞基子             | 許淑嬪                        |
| 烏普·史拉布            | 園部啓一               | 孫中台                        |
| 其他                   |                        |                               |
| 西格                   | 岸野幸正               | 林谷珍                        |
| 亞爾麗塔               | 松岡洋子               | 詹雅菁                        |
| 哥爾·D·羅傑            | 大塚周夫               | 孫中台                        |
| 旁白                   | 大場真人               | 孫中台                        |

### 手掌島
迪亞哥
聲優：菅生隆之（日本）；孫中台（台灣）
手掌島的蠟雕工匠，兒子是赫吉斯。會將自己所見過的知名海賊製成蠟像，曾將海賊蠟像秀給魯夫看。劇中結尾中製作出魯夫的蠟像。
赫吉斯
聲優：桐本琢也（日本）；陳彥鈞（台灣）
迪亞哥的兒子，海兵。因意外知道比力奇准將的邪惡目的，但比力奇囚禁並封鎖了消息。後來被潛入海軍基地的魯夫和香吉士救出。
比力奇
聲優：龍田直樹（日本）；林谷珍、孟慶府〈布偶腹語術〉（台灣）
海軍准將兼手掌島海軍基地的司令官，特別崇拜上將黃猿。欺騙手掌島民為其製造私人武器，但並不是為了守護和平、維護正義而製造，僅是要滿足升官的慾望。劇中最後被魯夫擊敗。
其他人物
| 角色名稱         | 配音員                                                | 配音員                                  |
| 角色名稱         | 日本                                                  | 台灣                                    |
| ---------------- | ----------------------------------------------------- | --------------------------------------- |
| 醫療器材店小女孩 | 日比愛子                                              | 陳凱莉                                  |
| 工具店小男孩     | 鹿野優以                                              | 王貞令                                  |
| 珠寶店店員       | 松尾翠 （特別出演）                                   | 王貞令                                  |
| 餐具店店員       | 照井春佳 藤井幸代                                     | 陳凱莉 王貞令                           |
| 工具店老闆       | 平井啓二                                              | 林谷珍                                  |
| 樂器店老闆娘     | 石橋美佳                                              | 劉如蘋                                  |
| 海兵             | 竹本英史 荒井聡太 金本涼輔 藤本隆弘 徳山靖彦 島崎信長 | 林谷珍 孟慶府 陳彥鈞 宋克軍 孫中台 符爽 |
| 島民             | 成田童夢 （特別出演）                                 | 孟慶府 陳彥鈞                           |
| 山賊             |                                                       | 符爽 孫中台 于正昇                      |

## 音樂
| 曲序 | 曲目    |          | 作曲     | 编曲     | 演唱     |
| ---- | ------- | -------- | -------- | -------- | -------- |
| 1.   | We Are! | 田中公平 | 藤林聖子 | 根岸貴幸 | 新里宏太 |

- 電視動畫的初代片頭曲，原主唱為北谷洋，使用於第1集－第47集。

## 製作團隊
- 原作：尾田榮一郎
- 企画：情野誠人、木戸睦
- 脚本：堤泰之
- 音楽：田中公平、濱口史郎
- 時尚設計：工藤静香
- 人物設計：久田和也、中谷友紀子
- 機械設計：横田晋一
- 美術監督：中村隆
- 色彩設計・色指定・検査：大武恭子
- 撮影監督：梅田俊之
- 音響監督：長崎行男
- 分鏡・演出：森田宏幸、高柳哲司、本郷満、佐佐木忍
- 総作画監督：清水洋
- 作画監督：浜津武広、加野晃、東出太、濱川修二郎、吉井弘幸、松井章
- 動画検査：成田達司、井上高宏、西田政司
- 色指定・検査：長尾朱美、鈴木美佐子、斎藤麻記、中野倫明
- 特殊効果：佐藤香織
- 制作管理：茂木仁史
- 制作担当：長南佳志
- 制作辦公桌：高橋健太
- 制作進行：中野大智、新井宣圭、佐久間篤
- 編集：牧信公
- 録音：渡辺絵里奈
- 効果：鷲尾健太郎
- 選曲：神保直史
- 録音助手：藤村聡
- 音楽協力：関根瑛一、川口真太郎、小西岳夫
- 録音工作室：タバック
- 在線編集：東映科技實驗室
- 広報：熊谷知子
- 広告宣伝：山本麻未子
- 監督：森田宏幸、本鄉滿
- 制作協力：東映
- 動畫製作合作：上升、ドリーム・フォース
- 制作：東映動畫、富士電視台